# Well to the Bone
Well to the Bone är ett musikalbum av Scott Henderson, utgivet 2002 av ESC Records. Det är hans tredje soloalbum och här gör han en återvändning till rötterna inom blues. Skivan innehåller en nyinspelning av Tribal Tech-låten Rituals.

## Låtlista
1. "Lady P" – 7:13
2. "Hillbilly in the Band" – 5:06
3. "Devil Boy" – 6:41
4. "Lola Fay" – 6:23
5. "Well to the Bone" – 4:50
6. "Ashes" – 6:53
7. "Sultan's Boogie" – 6:30
8. "Dat's Da Way it Go" – 6:54
9. "That Hurts" – 6.16
10. "Rituals" – 7:59

## Medverkande
- Scott Henderson — gitarr
- Kirk Covington — trummor
- John Humphrey — bas
- Thelma Houston — sång (4, 5, 8)
- Wade Durham — sång (1, 3, 8)
- Scott Kinsey — percussion